# Otto VIII av Wittelsbach
Otto VIII av Wittelsbach, död 1209, var en tysk krigare av huset Wittelsbach, brorson till Otto I, hertig av Bayern. Han mördade den tyske kungen Filip av Schwaben år 1208 i Bamberg. Otto VIII av Wittelsbach förklarades fredlös och dräptes året därpå av riksmarskalken Heinrich von Kalden.